# Chuck Allen
Charles Richard Allen (* 7. September 1939 in Cle Elum, Washington; † 15. Dezember 2016) war ein US-amerikanischer American-Football-Spieler. Er spielte 13 Saisons als Linebacker, davon 9 bei den San Diego Chargers in der American Football League (AFL).

## Karriere
Chuck Allen wurde im NFL Draft 1961 in der 17. Runde von den Los Angeles Rams ausgewählt und im AFL Draft in der 28. Runde von den San Diego Chargers. Da er der Überzeugung war, dass Linebacker in der AFL mehr Möglichkeiten hätten, entschied er sich für die Chargers. In seiner Rookiesaison konnte er 5 Interception fangen und einen davon zu einem Touchdown zurücktragen, bevor er sich im neunten Spiel den Knöchel brach. Zwei Jahre später gewann er mit den Chargers das AFL Championship Game. 1970 wurde er von den Chargers zu den Pittsburgh Steelers getauscht, wo er zwei Saisons spielte, bevor er noch eine Saison bei den Philadelphia Eagles verbrachte.
Nach Beendigung seiner Spielerkarriere arbeitete er zwei Jahre lang als Assistenztrainer für die Washington Huskies, bevor er 1975 zum Direktor für Scouting bei den Seattle Seahawks ernannt wurde. Am 15. März 1983 wurde er von den Seahawks assistierenden General Manager ernannt.

## Persönliches
Allen war verheiratet und hatte fünf erwachsene Kinder und elf Enkelkinder.